# هامور مرجاني
الهامور المرجاني (الاسم العلمي Epinephelus corallicola)، نوع من الهامور وفصيلة القرفصية. موطنه السواحل الغربية للمحيط الهادي. تعيش في الشعاب المرجانية الضحلة وأحيانًا في مصبات الأنهار.